# Gilbert Trigano
Gilbert Trigano (* 28. Juli 1920 in Montreuil, Seine-Saint-Denis; † 4. Februar 2001 im 16. Arrondissement in Paris) war ein französischer Unternehmer, der aus kleinsten Anfängen heraus den Club Med zu seiner späteren Bedeutung entwickelte.

## Leben
Geboren in eine Familie jüdischer Kaufleute aus Algerien, war Gilbert Trigano während des Zweiten Weltkrieges in der Résistance aktiv und trat der kommunistischen Jugendorganisation Les Forces unies de la jeunesse patriotique bei. Nach Kriegsende war er für mehrere Jahre Redakteur der kommunistischen Jugendzeitschrift L'Avant-Garde, später Chefreporter des kommunistischen Zentralorgans L’Humanité.
Danach trat er in das väterliche Familienunternehmen ein, das den 1950 von Gérard Blitz gegründeten Club Méditerranée mit Zelten und Camping-Ausrüstung belieferte. Mit ihm gründete er die ersten typischen Club-Med-Zeltdörfer auf Mallorca (das damals als Feriendestination noch vollkommen unbedeutend war), dann in Italien, auf Griechenland und an verschiedenen anderen Standorten und revolutionierte das Konzept, indem er den „Alles-Inklusiv“-Gedanken und den Club-Charakter (keinerlei Förmlichkeiten, lockere Kleidung, Duzen der Feriengäste untereinander, Animateure, die für das Wohlbefinden sorgten etc.) institutionalisierte und die jeweiligen „Chefs de village“ mit weitreichenden Führungsvollmachten ausstattete.
1953 wurde Gilbert Trigano CFO, 1963 CEO des Unternehmens. Im selben Jahr gab Club Med die Gemeinnützigkeit auf und wurde auch offiziell ein kommerzielles Unternehmen in der Form einer Aktiengesellschaft.
1993 wurde Triganos Sohn, Serge Trigano, Nachfolger als Leiter des Club Med. 1997 verlor die Familie Trigano auch den Status als Minderheitsaktionär und wurde durch andere Investoren, vor allem durch die Agnelli-Familie (FIAT), verdrängt.
Philippe Bourguignon, ehemaliger Euro-Disney-Chef, ersetzte Serge Trigano als neuer Präsident des Club Med.
Am 6. Juli 2000 wurden Gilbert und sein Sohn Serge Trigano als ehemalige Club Med-Leiter zu achtmonatiger Haft auf Bewährung und 30 000 francs Geldstrafe verurteilt, weil sie es zu verantworten gehabt hätten, dass das Unternehmen 1992 im Senegal schuldhaft ein mangelhaft gewartetes Flugzeug charterte, das bei der Landung in Cap Skirring abstürzte, bei der 30 Menschen ums Leben kamen.
Gilbert Trigano vergaß, auch als steinreicher Mann, nie die Ideale seiner kommunistischen Herkunft und spendete große Summen für die Integration benachteiligter Jugendlicher aus den Pariser Banlieues und für die Förderung des israelisch-arabischen Dialogs.
Gilbert Trigano starb im Alter von 80 Jahren und ist auf dem Cimetière Montparnasse in Paris begraben.
Gilbert Trigano ist der Bruder des Politikers André Trigano, seit 1995 Bürgermeister von Pamiers (Ariège).